# Edward Thorndike
Edward Lee Thorndike, född 31 augusti 1874 i Williamsburg, Massachusetts, död 9 augusti 1949 i Montrose, New York, var en amerikansk psykolog. Han var en av pionjärerna inom området för operant betingning. 

## Biografi
Thorndike var son till en metodistpastor i Lowe, Massachusetts. Han avlade examen vid The Roxbury Latin School (1891), i West Roxbury, Massachusetts och från Wesleyan University (BS 1895). Han avlade därefter en masterexamen på Harvard University 1897. Hans två bröder blev också betydande forskare. Den yngre, Lynn, var en medievalist som specialiserade sig på vetenskapens historia och magi, medan den äldre, Ashley, var professor i engelska och ansedd auktoritet på Shakespeare.
Även vid Harvard var han intresserad av hur djur lär sig (etologi), och arbetade med William James. Efteråt blev han intresserad av att studera djuret "människa", åt vilket han sedan ägnade sitt liv. Edwards avhandling betraktas ibland som det mest väsentliga dokumentet om modern jämförande psykologi. Efter sin examen, återvände Thorndike till sitt ursprungliga intresse, pedagogisk psykologi. År 1898 avslutade han sin doktorsexamen vid Columbia University under överinseende av James McKeen Cattell, en av grundarna av psykometri.
Efter ett år av en olycklig första anställning vid högskolan för kvinnor av Case Western Reserve i Cleveland, Ohio blev han 1899 föreläsare i psykologi vid Teachers College vid Columbia University, där han förblev under resten av sin karriär, för att studera mänsklig inlärning, utbildning och mentala tester. År 1937 blev Thorndike den andre ordföranden för Psychometric Society och följde i fotspåren av Louis Leon Thurstone som hade etablerat förbundet och dess tidskrift Psychometrika föregående år.
Han undersökte bland annat hur djur kan lära sig att lösa problem. Thorndike myntade haloeffekt och law of effect, vilket innebär att en organism kommer att upprepa ett beteende om detta ger tillfredsställande konsekvenser och organismen kommer att undvika beteenden som visar sig ge negativa konsekvenser. 
Denna "law of effect" kom att bli en av grunderna för behaviorismen och den som byggde vidare på Thorndikes teorier var ingen mindre än B.F. Skinner.

## Hedersuppdrag
År 1912 valdes Thorndike till president för American Psychological Association. Han invaldes till National Academy of Sciences 1917. Han var en av de allra första psykologerna att bli antagen till föreningen. År 1934 valdes han till ordförande för American Association for the Advancement of Science.